# Chalājūr
Chalājūr (persiska: چلاجور) är en ort i Iran.   Den ligger i provinsen Mazandaran, i den norra delen av landet, 90 km norr om huvudstaden Teheran. Chalājūr ligger 1 350 meter över havet och antalet invånare är 102.
Terrängen runt Chalājūr är kuperad åt sydväst, men åt nordost är den bergig. Runt Chalājūr är det ganska tätbefolkat, med 80 invånare per kvadratkilometer. Närmaste större samhälle är Chālūs, 18,8 km nordost om Chalājūr. Trakten runt Chalājūr består i huvudsak av gräsmarker.